# Kōdai Dohi
Kōdai Dohi (jap. 土肥 航大, Dohi Kōdai; * 13. April 2001 in Sakai, Präfektur Osaka) ist ein japanischer Fußballspieler.

## Karriere

### Verein
Kōdai Dohi erlernte das Fußballspielen in der Jugendmannschaft von Sanfrecce Hiroshima. Hier unterschrieb er 2020 auch seinen ersten Vertrag. Der Verein aus Hiroshima spielte in der ersten Liga des Landes, der J1 League. Sein Erstligadebüt gab er am 5. September 2020 im Auswärtsspiel gegen Hokkaido Consadole Sapporo. Hier wurde er in der 80. Minute für Yoshifumi Kashiwa eingewechselt. Am 1. Februar 2022 wechselte er auf Leihbasis zum Zweitligisten Mito Hollyhock. Für den Klub aus Mito bestritt er 26 Zweitligaspiele. Zu Beginn der Saison 2023 wurde er vom ebenfalls in der zweiten Liga spielenden Ventforet Kofu ausgeliehen. Nach drei Spielen wechselte er im Juli 2023 für den Rest der Saison ebenfalls auf Leihe zum Drittligisten FC Imabari. Für den Verein aus Imabari bestritt er 18 Drittligaspiele. Der Zweitligist Tochigi SC lieh ihn zu Beginn der Saison 2024 aus. Hier bestritt er bis August 2024 zwei Ligaspiele. Den Rest der Spielzeit spielte er auf Leihbasis beim Drittligisten FC Imabari. Hier bestritt er zwei Drittligaspiele.

### Nationalmannschaft
Kōdai Dohi spielte 2019 dreimal in der japanischen U18-Nationalmannschaft.